# Lisbet Stuer-Lauridsen
Lisbet Stuer-Lauridsen (Virum, 22 de septiembre de 1968) es una deportista danesa que compitió en bádminton, en la modalidad de dobles. Su hermano Thomas también compitió en bádminton.
Ganó una medalla de bronce en el Campeonato Mundial de Bádminton de 1993 y tres medallas en el Campeonato Europeo de Bádminton, entre los años 1992 y 1996.
Participó en dos Juegos Olímpicos de Verano, en los años 1992 y 1996, ocupando el quinto lugar en Atlanta 1996, en la prueba de dobles.

## Palmarés internacional
| Campeonato Mundial | Campeonato Mundial       | Campeonato Mundial | Campeonato Mundial |
| Año                | Lugar                    | Medalla            | Prueba             |
| ------------------ | ------------------------ | ------------------ | ------------------ |
| 1993               | Birmingham (Reino Unido) | Medalla de bronce  | Dobles             |
| Campeonato Europeo |                          |                    |                    |
| Año                | Lugar                    | Medalla            | Prueba             |
| 1992               | Glasgow (Reino Unido)    | Medalla de plata   | Dobles             |
| 1994               | Den Bosch (Países Bajos) | Medalla de plata   | Dobles             |
| 1996               | Herning (Dinamarca)      | Medalla de oro     | Dobles             |